# جيمس مارسدن
جيمس باول مارسدين (ولد في شهر 9 من عام 1973) هو مغني وممثل ومصمم نموذج فيرساتشي، هو أمريكي الجنسية، وهو معروف بقيامه بدور سايكلوبس في سلسلة أفلام (x-men), وأيضا أدى أدوارا ناجحة تجاريا كدوره في فيلمه الأخير (hop) وأيضا في الأفلام التالية: عودة سوبر مان، مثبتات الشعر، مسحور، الصندوق و 27 ثوبا.

## النشأة والعائلة
ولد جيمس في منطقة ستيلووتر الواقعة في أوكلاهوما المدينة الأمريكية، كان والده حاصل على البروفيسوراه في علم الحيوانات وكان يدرس في جامعة ولاية كانساس، وكانت أمه أخصائية تغذية، وطلقت أمه وهو في التاسعة من عمره، كان لجيمس 4 أشقاء: أختان أصغر منه وهما إليزابيث وجينيفر، وأخوين هما جيف وروبرت، لقد كان في مدرسة هيفنر المتوسطة ثم ذهب إلى مدرسة مدينة بوتنام الشمالية الثانوية، وكلتا المدرستين في أوكلاهوما، ثم بعد إنهائه للثانوية ذهب إلى جامعة ولاية أوكلاهوما، التي درس فيها الصحافة المذاعة، وهو أيضا كان عضوا في نادي (Delta Tau Delta), على أي حال جيمس ترك الجامعة بعد سنة ونصف من الدراسة، ولقد ذهب للوس أنجلوس لكي يكمل مشواره الفني.

## مسيرته

### بداية مسيرته
لقد كان أول عمل فني يحصل عليه جيمس هو تمثيل دور إدي في مسلسل «الجدة», وهو الشخصية الذي يمثل الصديق للشخصية مارغريت في المسلسل، ثم بعد ذلك ذهب إلى المشاركة في بطولة المسلسل الكندي «يرقص بعد أن تعشى», وهذا المسلسل عرض لمدة فصل واحد، بعد انتهاء تلك المسلسلات، تألق في برامج تلفازية أخرى مثلا: تألق مسبقا في الدراما الأمريكية «نوح الثاني» التي عرضت على قناة (ABC) الأمريكية. لقد خسر دورا مهما في فيلم «الخوف الأساسي» وهذا الدور أخذه منه إدوارد نورتون، وبعدها رفض من الدور الرئيس في فيلم " 54 ", وذلك الدور ذهب إلى رايان فيليب، بعدها ذهب ليأخذ دور البطولة في فيلم «التصرف المريع», وأيضا ظهر في المسلسل التلفزيوني «ألي مكبيل», وكان من الشخصيات الرئيسية في المسلسل في النصف الأول من الجزء الخامس للمسلسل، وفي تلك الفرصة أيضا عرض مواهبه الغنائية.

### أفلامإكس مين
كان جيمس يمثل دور «سايكلوبس» في أفلام سلسلة إكس مين، وكان يمثل بجانب: هيو جاكمان، باتريك ستيوارت، إيان ماكيلين، فاميك جايسون، وهايلي بيري. كان دوره بارزا في الكوميديا، وذلك بسبب مشاهده الكوميدية على الشاشة، على أي حال، فإن الدور يقل برزه بشكل متزايد، خصوصا في الخاتمات. بشكل ملحوظ، شارك جيمس في فيلم «عودة سوبر مان» الذي أخرجه بريان سينغار، ولكن برايان سينغار قد انسحب من الجزء الثالث لسلسلة أفلام إكس مين ليقوم بإخراج فيلم سوبر مان وجيمس كان يمثل خطيب لويس لان (شخصية امرأة في فيلم سوبر مان) الذي اسمه ريتشارد وايت، وانسحاب بريان ناتج عن خلافات في الفيلم، الوقت الذي كان يجب أن يكون فيه جيمس على الشاشة في فيلم إكس مين الجزء الثالث أصبح أقل، انه خلاف مثير بين الشخصيات الكوميدية. دور جيمس (سايكلوبس) أدى إلى ترشيحة لجائزة القنبلة الضخمة لأفضل ممثل مساعد.
في عام 2007 , قام بلعب دور كورني كولينز في فيلم (مجفف الشعر) ومثل بجانب: ميشيل فايفر، كوين لاتيفا، زاك إفرون، نيكي بلونسكي، أماندا بينز وجون ترافولتا. وفي ذلك الفيلم أيضا عمل أول ظهور موسيقي له وذلك بغناء اثنتان من أغاني الفيلم، وهما " The Nicest Kids In Town" بالعربية «ألطف الأطفال في قرية» الأغنية الثانية هي "(It's) Hairspray" بالعربية «(إنه) مجفف شعر», وكلاهما مدحتا بشكل كبير، أغنية الفيلم بيعت منها 1,200,000 إلى يومنا هذا في الولايات المتحدة، وحصل على البلاتين المصدق من قبل ال (RIAA). الدور الذي أداه بعد ذلك كان في فيلم ديزني «المفتون» وهو فيلم رسوم متحركة، لعب دور الأمير إدوارد وشاركه في تمثيل الفيلم: إيمي آدامز، سوزان سراندون، آيدينا مينزيل، تيموثي سبال وأخيرا باتريك ديمبسي. لقد غنى أغنيتين الأولى كانت في بداية الفيلم وكانت الأغنية ثنائية مع إيمي آدامز والأغنية الثانية كانت ثنائية أيضا وكانت مع آيدينا مينزيل ولكن هذه الأغنية قصت من الفيلم. فيلم «المفتون» أخذ أرباحا جيدة بشكل كبير في البداية ثم تطور أيضا وأصبح نجاحا تجاريا فقد أحرز أرباحا تعادل $340 مليون دولار في جميع دور العرض في العالم.
استمر في نجاحاته جيمس، بعدما حقق النجاح في عام 2007 في فيلمي مجفف الشعر وفيلم المفتون، لعب جيمس الدور الرئيسي الذكوري في الفيلم الرومنسي «27 ثوبا» مع النجمة كاثرين هيغل، الذي حصل على أرباح 160$ مليون دولار في جميع سينامات العالم. وهو أيضا شارك في بطولة الفيلم الكوميدي للمراهقين «تكسي الجنس» ومثل بجانب: جوش زاكرمان وسيث غرين. مع ذلك كان الفيلم متوسط النجاح، كان أداء جيمس في ذلك الفيلم ممدوحا مشكل كبير. جيمس أيضا دعي إلى مهرجان جوائز «خيار المراهقين» وهو ترشح لجائزة «اختيار ممثل فيلم في الكوميديا» عن أدواره في أفلام «المفتون» و «27 ثوبا».
في 2009 جيمس أخذ الدور الذكوري الرئيسي في فيلم " الصندوق ", وهذا فيلم مبني على القصة القصيرة " كبسة، كبسة " التي أنتجت سنة 1970 ومؤلفها ريتشارد ماثسون، وهذه القصة القصيرة عملت فيما بعد كحلقة من حلقات مسلسل " منطقة الفجر الكاذب، وكان بالتمثيل مع كاميرون دياز وأيضا عاد ثانية إلى فيلم «عودة سوبر مان» وشاركه في التمثيل في هذا الفيلم فرانك لانجيلا. في عام 2010 كان مارسدن يمثل في فيلم " موت في الجنازة " وهو فيلم كوميدي ومثل بجانب: كريس روك، لوك ويلسون، داني جلوفر وكولومبوس شورت، وهذا الفيلم أصله فيلم بريطاني يحمل نفس الاسم أصدر في عام 2007 وأعيد تصويره مرة أخرى في 2010 .

### إكمال المشوار
كان لمارسدن حضور في المسلسل التليفزيوني الكوميدي «عائلة حديثة» الذي كان أول ظهور له على شبكة «أي بي سي» التلفازية في شهر 1 من سنة 2011 , كان يلعب دور نزيل مشرد هارب من كام وميتشيل. في شهر 4 ظهر جيمس في فيلم «هوب» وكان الدور الذكروي الرئيسي فيه، ومثل بجانب راسيل براند، وذلك الفيلم حصل على نجاح بشكل سريع حقق أرباحا في أسبوع افتتاحه تعادل 38.1$ مليون دولار.
مارسدن مثل بجانب هولي ماري كومز وجيمس دينتون في فيلم «قاتل داخل العائلة». حاليا ذلك الفيلم قيد التطوير والتنمية لإنزاله في عام 2011 . وأيضا جيمس أخذ دور البطولة لإعادة تصوير فيلم «قصبة الكلاب» مع إعادة الاتحاد مع فيلم «عودة سوبر مان» مع كات بوسوورث، الذي يجب أن ينزل في عام 2011 . لقد أعلن رسميا في شهر 4 من عام 2011 أن جيمس سيصور فيلما عن القاتل المتسلسل تشارليس مانسون وسيكون اسم الفيلم «السيرك الميت» والفيلم سيركز على موت بوبي فولر وشارك في البطولة مايكل هول وميليسا ليو.

## حياته الشخصية
تزوج مارسدن من ماري إليزابيث «ليزا» ليندي في 22 يوليو 2000. ولدى الزوجين طفلان: ابن ولد عام 2001 وابنة مولودة عام 2005. انفصلا في عام 2011، حيث ذكرت ليندي عن وجود اختلافات لا يمكن التوفيق بينها.

## روابط خارجية
- جيمس مارسدن على موقع IMDb (الإنجليزية)
- جيمس مارسدن على موقع ميتاكريتيك (الإنجليزية)
- جيمس مارسدن على موقع روتن توميتوز (الإنجليزية)
- جيمس مارسدن على موقع قاعدة بيانات الأفلام العربية
- جيمس مارسدن على موقع ألو سيني (الفرنسية)
- جيمس مارسدن على موقع ميوزك برينز (الإنجليزية)
- جيمس مارسدن على موقع تيرنر كلاسيك موفيز (الإنجليزية)
- جيمس مارسدن على موقع أول موفي (الإنجليزية)
- جيمس مارسدن على موقع بوكس أوفيس موجو (الإنجليزية)
- جيمس مارسدن على موقع قاعدة بيانات الأفلام السويدية (السويدية)